# لغة سرانان
لغة سرانان هي اٍحدى لغات الكريول تستخدم كلغة تواصل مشتركة من قبل حوالي 400.000 نسمة في سورينام. و هي اللغة الأم للكريول.
لأنها هي اللغة المشتركة بين المجتمعات المحلية من الهولنديين، الجاويين، الهندوستانيين، و الصينيين، فمعظم السوريناميين يتحدثونها كلغة تواصل مشترك.

## وصلات خارجية
- قاموس لغة سرانان